# Howard Carter

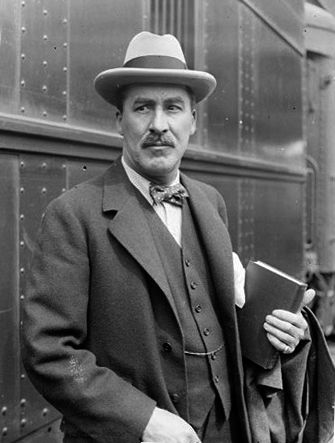
Howard Carter (1924)

Howard Carter (* 9. Mai 1874 in Kensington; † 2. März 1939 in London) war ein britischer Ägyptologe, der 1922 im Tal der Könige in West-Theben das bislang einzige, nahezu intakte Pharaonengrab (KV62), das des Tutanchamun, entdeckte.

## Leben

### Herkunft und Ausbildung
Howard Carter wurde 1874 in Brompton, Kensington, London, als jüngstes von 11 Kindern des Tiermalers und Zeichners der Illustrated London News Samuel John Carter und seiner Frau Martha Joyce (Sands) Carter geboren. Er wuchs in Swaffham auf. Aus gesundheitlichen Gründen wurde Carter zu Hause unterrichtet und erlernte von seinem Vater die Zeichenkunst. Sein Talent im Zeichnen ermöglichte ihm über Percy E. Newberry den Einstieg in die Archäologie.

### Die frühen Jahre in Ägypten

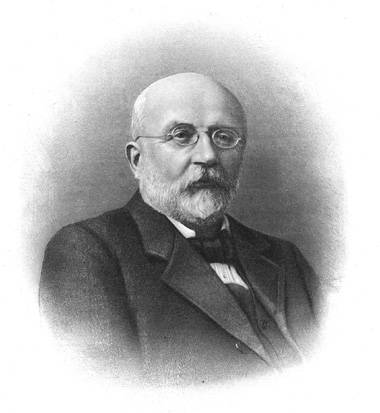
Gaston Maspero

Durch Newberry arbeitete Carter anfänglich für drei Monate im British Museum, bevor er 1891 im Alter von 17 Jahren mit Unterstützung von Lady Amherst seine Arbeit als Zeichner und Maler für den Egypt Exploration Fund (später: Egypt Exploration Society) begann. Unter Leitung von Percy E. Newberry zeichnete er einige Bilder aus den Grabanlagen von Beni Hassan. Für den berühmten Ägyptologen Flinders Petrie arbeitete er 1892 in Amarna und fertigte zahlreiche Zeichnungen an. Die Zusammenarbeit mit dem „härtesten und strengsten aller Lehrer“ dauerte bis Mai 1892. Carter kam an diesem Ort durch die kunstvollen Entdeckungen erstmals mit der Amarna-Zeit in Berührung und Petrie nahm ihn im Februar 1892 zur Besichtigung des 1891 entdeckten Königsgrabes von Echnaton mit. Für Carter war das Grab sehr enttäuschend, wie er an Newberry schrieb. Nach über vier Monaten hatte Howard Carter erste Erfahrungen als Ausgräber gesammelt. Flinders Petrie beschrieb Carter danach als „gutmütigen Kerl, dessen Interesse sich ganz auf Malerei und Naturgeschichte konzentriert … es hat keinen Sinn, ihn zum Ausgräber auszubilden.“
Von 1893 bis 1899 kopierte er für Édouard Naville Malereien, Reliefs und Inschriften im Totentempel der Königin Hatschepsut in Deir el-Bahari. Während der Zeit mit Petrie und Naville lernte er die Grundlagen der Archäologie und Ägyptologie und das Lesen der Hieroglyphen.
Durch Förderung des Direktors der ägyptischen Altertümerverwaltung (Service des Antiquités d'Egypte), Gaston Maspero, wurde Howard Carter 1899 Oberinspektor der Altertümerverwaltung in Oberägypten und Nubien. Im selben Jahr machte er die Bekanntschaft von Theodore Davis. Als Oberinspektor reorganisierte Carter die Verwaltung des Dienstes unter Sir William Garstin und Maspero. 1902 begann er seine Arbeit mit der Aufsicht über die Ausgrabungen von Theodore Davis im Tal der Könige. In diese Zeit fallen unter anderem die Freilegungen der Gräber von Thutmosis IV. (KV43) und das der Hatschepsut (KV20). Carter ließ Reparatur- und Restaurierungsarbeiten in den Gräbern von Amenophis II. (KV35), Ramses I. (KV16), Ramses III. (KV11), Ramses VI. (KV19) und Ramses IX. (KV6) im Tal der Könige durchführen und sowohl diese Gräber als auch das Grab Sethos’ I. (KV17) im Jahr 1903 mit elektrischem Licht ausstatten.
Sein Vertrag für Oberägypten endete 1904 und er wurde als Oberinspektor nach Unterägypten versetzt. Ein Jahr später kam es in Sakkara zu einem Zwischenfall mit betrunkenen französischen Touristen, die von Petrie eine Führung durch die Mastaba verlangten und in die Quartiere der Studentinnen und Petries Frau eindrangen. Nach Handgreiflichkeiten mit einem ägyptischen Wächter meldeten die Franzosen den Vorfall Maspero. Carter hatte den Ägyptern ausdrücklich die Erlaubnis gegeben, sich zu wehren. Da er daraufhin eine Entschuldigung an den französischen Generalkonsul verweigerte, wurde Carter von Maspero entlassen. Danach war Carter bis 1908 als Künstler (Aquarellmaler), Antikenhändler, Touristenführer und Dolmetscher in Luxor tätig. Er zeichnete unter anderem Objekte aus dem nur zum Teil beraubtem Grab des Juja und der Tuja (KV46), welches 1905 von James Edward Quibell gefunden worden war.

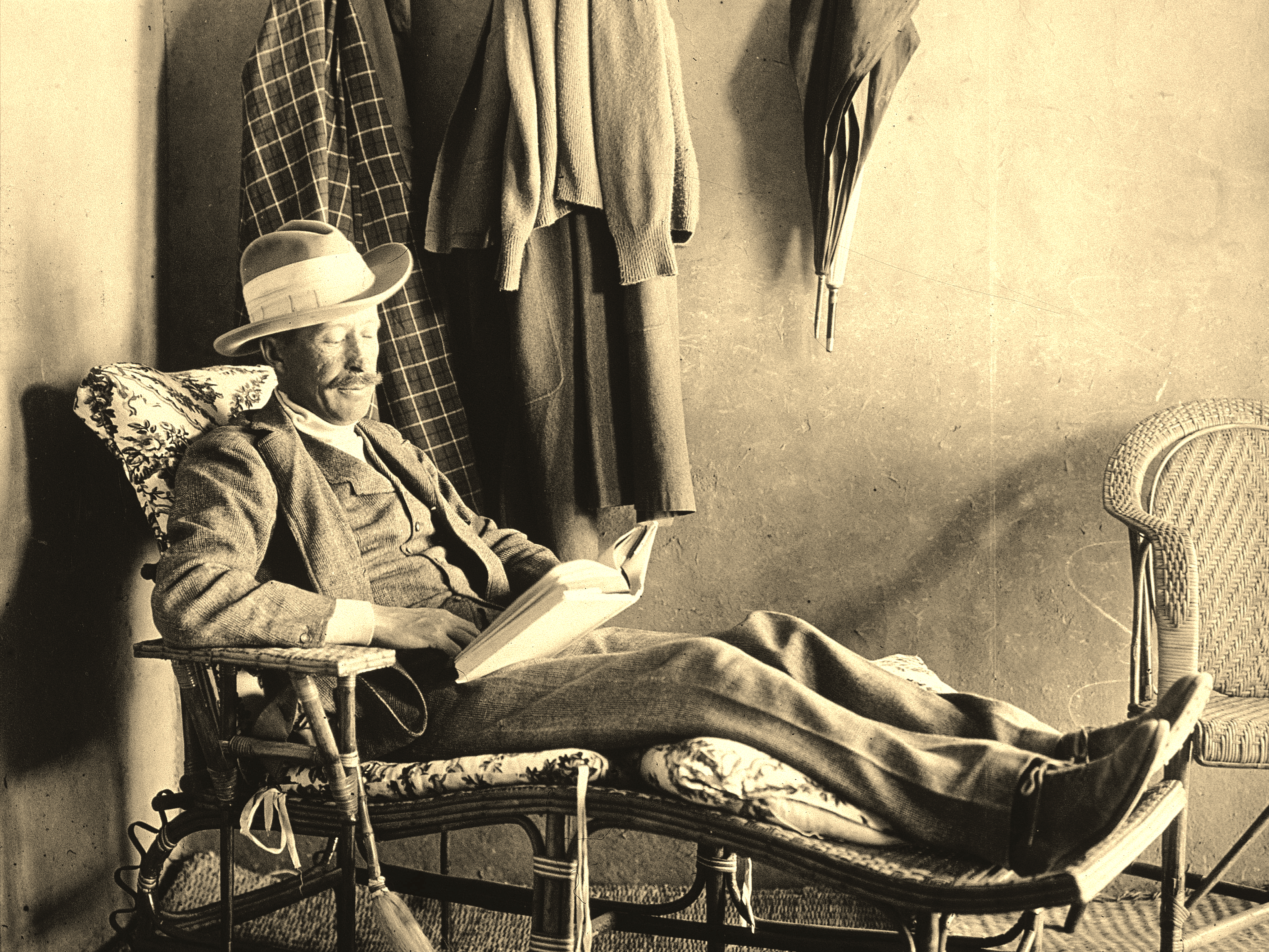
George Herbert, 5. Earl of Carnarvon

1907 begann die Zusammenarbeit mit Lord Carnarvon, den Howard Carter über Gaston Maspero kennengelernt hatte. Carter führte für Carnarvon Ausgrabungen in Theben und an einigen Stätten im Nildelta durch. Bei Dra Abu el-Naga entdeckten sie Grabanlagen aus der Zeit des Mittleren Reiches bis in die Ptolemäische Zeit, die sie auch publizierten. In Theben leiteten sie weitere Ausgrabungen am Totentempel der Königin Hatschepsut in Deir el-Bahari und an einem Tempel von Ramses IV. Im Delta folgten Arbeiten bei Sakha und Tell el-Balamun. Carter entdeckte in dieser Zeit die Gräber von Amenophis I. (Grab AN B in Dra Abu el-Naga) und ein unbenutztes Grab von Königin Hatschepsut. 1915 führte er Arbeiten am Grab von Amenophis III. (WV22) durch. Die Arbeiten an WV22 blieben unveröffentlicht. 1910 ließ Carter mit finanzieller Hilfe von Lord Carnarvon ein neues Grabungshaus und ein neues Wohnhaus für sich selbst bei Elwat el-Diban am nördlichen Ende von Dra Abu el-Naga erbauen. 1912 erwarb er für Lord Carnarvons Privatsammlung Antiken auf dem Antikenmarkt.
1914 gab Theodore M. Davis seine Grabungslizenz für das Tal der Könige aus gesundheitlichen Gründen zurück, die Lord Carnarvon im Juni desselben Jahres erhielt, aber erst am 18. April 1915 von Georges Daressy und Howard Carter unterschrieben wurde. Durch den Ausbruch des Ersten Weltkriegs konnten die Arbeiten im Tal der Könige nicht wie geplant aufgenommen werden. Lord Carnarvon kehrte nach England zurück und Howard Carter arbeitete in dieser Zeit als Dolmetscher für das britische Militär. Im Dezember 1917 folgte eine Reihe von Kurzgrabungen im Tal der Könige, deren Ergebnisse für Carter enttäuschend waren. Im Gegensatz zu Theodore M. Davis war er jedoch fest der Meinung, dass das Tal der Könige keinesfalls erschöpft war und das Grab des Tutanchamun noch zu finden sei. In der Grabungssaison 1917/18 förderte er eine Reihe von „Checklisten“ für das Begräbnis von Ramses VI. und ein Depot mit Calcitgefäßen, die Öl für die Einbalsamierung von Merenptah enthalten hatten, zutage. Wegen der dürftigen Ergebnisse, aber sehr hohen Kosten für die Arbeiten im Tal der Könige drohte Lord Carnarvon die Finanzierung und damit die Grabungen zu beenden. Bei einem letzten Gespräch auf Highclere Castle bot Howard Carter sogar an, eine komplette Grabungssaison aus eigenen Mitteln zu finanzieren. Ein möglicher Fund würde jedoch Carnarvon zugerechnet, der immer noch die Grabungslizenz innehatte. Lord Carnarvon stimmte einer weiteren und zugleich letzten Grabungssaison und deren Finanzierung zu.

### Entdeckung des Grabes von Tutanchamun

Grundriss von KV62:
1 Schatzkammer, 2 Grabkammer mit Sarkophag,
4 Vorkammer, 5 Seitenkammer,
8 Korridor, 10 Treppe

Howard Carter traf am 27. Oktober in Ägypten ein, und die Arbeiten dieser letzten Grabungssaison begannen am 1. November 1922. Am 4. November 1922 stießen die Arbeiter im Tal der Könige im Grabungsareal am Grab Ramses’ VI. auf eine steinerne Treppenstufe. Die mit Schutt verfüllte Treppe wurde freigelegt, und am oberen Rand der vermauerten Türöffnung waren unbeschädigte Siegelabdrücke der Nekropole sichtbar: in einer Kartusche der Gott Anubis in Gestalt eines liegenden Schakals über neun Gefangenen, den sogenannten Neun Bogen, den Feinden Ägyptens. Howard Carter telegrafierte daraufhin an Lord Carnarvon:

“At last have made wonderful discovery in Valley a magnificent tomb with seals intact recovered same for your arrival congratulations.”

„Habe endlich wunderbare Entdeckung im Tal gemacht. Prächtiges Grab mit intakten Siegeln. Bis zu Ihrer Ankunft wieder zugeschüttet. Gratulation.“

Die Siegel beziehungsweise Kartuschen zur Zuordnung des Grabes fand Howard Carter erst nach der vollständigen Freilegung der Treppenstufen. Als 62. entdecktes Grab im Tal der Könige erhielt es die Bezeichnung KV62. Anfang 1923 äußerte sich Flinders Petrie zur Entdeckung des Königsgrabes: „Wir können von Glück sagen, dass all dies in den Händen von Carter und Lucas liegt.“ Nach T. G. H. James war dies das größte Lob, das Carter jemals hätte bekommen können. Dieser einmalige Fund stellte den Entdecker vor eine große logistische Herausforderung: Für die allgemeinen Arbeiten, die Bergung, die Katalogisierung von im Grab gefundenen Objekten, Konservierungsarbeiten sowie den Transport nach Kairo wurden elektrischer Strom, Materialien und Personal benötigt. Zu Carters Grabungsteam gehörten außer ihm und Lord Carnarvon: Arthur C. Mace, Alfred Lucas, Harry Burton, Arthur Callender, Percy E. Newberry, Alan Henderson Gardiner, James Henry Breasted, Walter Hauser, Lindsley Foote Hall und Richard Adamson.
Bis zur Ankunft von Lord Carnarvon am 23. November 1922 wurde der Treppenabgang wieder mit Schutt gefüllt. Bei der erneuten Freilegung nach Carnarvons Eintreffen fanden sich die königlichen Siegel des Grabinhabers: Tutanchamun. Carter stellte nun fest, dass das Grab bereits in der Antike mindestens zweimal geöffnet und wieder versiegelt worden war. Hinter der Vermauerung lag ein mit Schutt angefüllter Gang, der bis zum 26. November freigelegt wurde. Das Grabungsteam stieß auf einen weiteren vermauerten Türeingang mit Siegeln, hinter dem sich die sogenannte „Vorkammer“ (Antechamber) befand. Die offizielle Öffnung des Grabes war am 29. November; am 16. Februar 1923 folgte die offizielle Öffnung der Grabkammer.
Am 5. April 1923 starb Lord Carnarvon und die Grabungslizenz ging an dessen Frau, Lady Almina Carnarvon, über, die Carter weiterhin volle Unterstützung zusicherte. In ihrem Namen beantragte Carter eine Verlängerung der Grabungskonzession, die von James E. Quibell, dem damaligen General-Inspekteur der Altertümerverwaltung, bewilligt wurde.

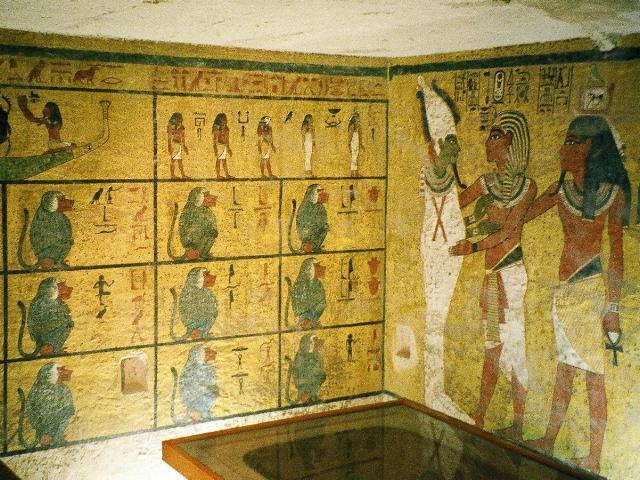
Grabkammer des Tutanchamun (KV62), mit Blick auf die Westwand (Auszug aus dem Amduatbuch) und Teil der Nordwand

Im Februar 1924 kam es zwischen Carter und der ägyptischen Regierung zu einer Meinungsverschiedenheit. Nach der Öffnung des Sarkophags erhob die Regierung Einwände gegen die Anwesenheit der Frauen der Archäologen im Grab. Carter akzeptierte diese Entscheidung nicht und reagierte mit einem Streik seiner Arbeiter und der Schließung des Grabes. Der Sarkophagdeckel schwebte zu dieser Zeit an Seilen weiterhin über dem Sarkophag. Als Folge auf Carters Reaktion wurde Lady Carnarvon am 20. Februar die Grabungskonzession entzogen. Sein oft als „aufbrausendes Temperament“ bezeichnetes Verhalten und der Vorfall führten zu einer Änderung der Konzession: Die Lizenz wurde nur für ein Jahr erteilt und sah vor, dass Howard Carter die Funktion eines Aufsehers ohne jegliche Befugnis ausübte und fünf ägyptische Assistenten erhielt. Ausschließlich die Regierung durfte Besuchsgenehmigungen für das Grab ausstellen und Lady Carnarvon musste alle vierzehn Tage Bericht über ihre Aufenthalte im Grab erstatten. Auch musste sie ein Verzeichnis aller im Grab gefundenen Objekte anfertigen lassen und wurde verpflichtet, innerhalb von fünf Jahren nach den Abschlussarbeiten am Grab eine Veröffentlichung herauszubringen. Die ursprüngliche Teilung zu gleichen Hälften war hinfällig und alle im Grab gefundenen Gegenstände waren Eigentum der ägyptischen Regierung. Die Familie Lord Carnarvons sollte erst 1930 einen Ausgleich für die Grabungskosten über 35.971 Pfund Sterling erhalten. Howard Carter selbst war von Lady Carnarvon ein Viertel der Summe zugesagt worden. Er erhielt den Betrag von 8.012 £.

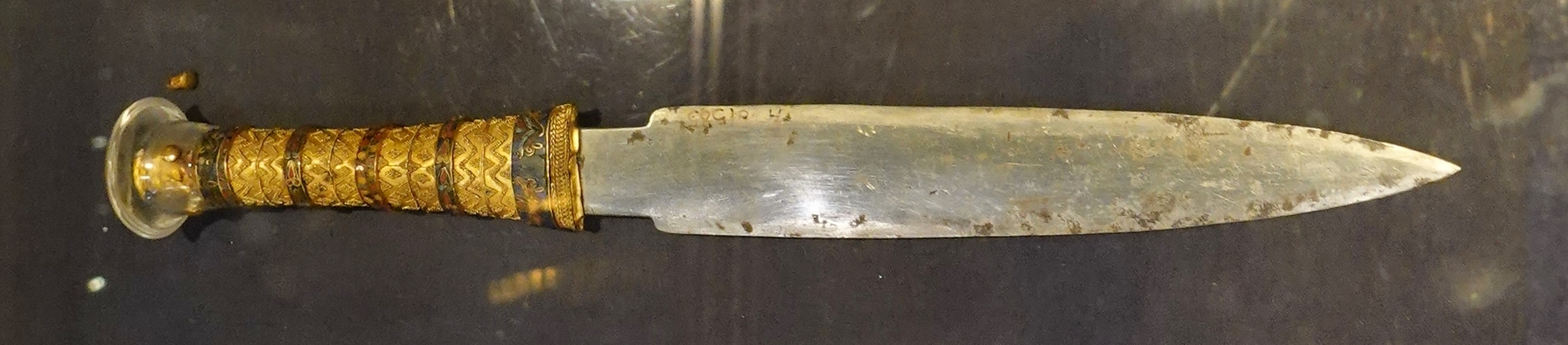
Kairo Museum: Dolch aus Meteoreisen aus dem Grab Tutanchamuns, Knauf aus Bergkristall, geborgen 1925

Carter arbeitete sehr akribisch und vermerkte den Inhalt des Grabes mit großer Sorgfalt in seinen Aufzeichnungen und Karteikarten. Seine Tagebucheintragungen enthalten mehr oder weniger detaillierte Angaben zu allen Grabungskampagnen. Die Arbeiten in KV62 beanspruchten volle neun Grabungssaisons und sollten insgesamt zehn Jahre dauern. Erst 1932 waren sie vollständig abgeschlossen. Das Grab Tutanchamuns enthielt insgesamt 5398 Objekte, von denen das bekannteste Fundstück wohl die „goldene Totenmaske des Tutanchamun“ ist. Ein Großteil der Funde aus KV62 befindet sich heute zur Ausstellung oder in den Magazinen des Ägyptischen Museums in Kairo. Der Sarkophag, der äußere der drei Särge und die Mumie Tutanchamuns sind im Tal der Könige verblieben.
Durch die Entdeckung des nahezu unberaubten Grabes erlangte Howard Carter weltweit Beachtung. Im Gegensatz zu Lord Carnarvon fiel es ihm jedoch sehr viel schwerer, mit der plötzlichen Berühmtheit umzugehen. Der „Fund des Jahrhunderts“ zog nicht nur massenhaft Besucher und Presse im Tal der Könige an, sondern steigerte das bereits allgemein vorhandene Interesse am Alten Ägypten bis hin zu einer „Ägyptomanie“. Die archäologische Arbeit am Grab wurde durch zahlreiche Besucher und Journalisten immer mehr behindert, was Howard Carter in seinem Grabungstagebuch über Jahre hinweg immer wieder beklagte. 1923 schloss Lord Carnarvon schließlich mit der Londoner Times einen Exklusiv-Vertrag ab, der der Zeitung die Erstberichterstattung über alle mit dem Fund in Verbindung stehenden Ereignisse sicherte. Erst nach Veröffentlichung in der Times durften andere Zeitungen, darunter auch die ägyptischen, berichten. Die weltweite Berichterstattung zu den Arbeiten an Tutanchamuns Grab war der erste Medienhype seiner Zeit. Da Carnarvon den Umgang mit der Presse pflegte und Howard Carter sich so voll den Arbeiten im Grab widmen konnte, war er nach dem Tod des Lords zunehmend mit den Journalisten vor Ort und der Berichterstattung über die Ausgrabung überfordert.
Der Tod Lord Carnarvons steigerte den Medienrummel um das Grab noch weiter: Die Zeitungen berichteten nun vom Fluch des Pharao (auch „Fluch des Tutanchamun“) und stützten sich dabei u. a. auf Aussagen von Sir Arthur Conan Doyle und der Okkultistin Marie Corelli.
Howard Carter brachte zusammen mit Arthur C. Mace die drei Bände umfassende Veröffentlichung The tomb of Tut-Ankh-Amen (1923–1933) heraus. Eine vollständige Auswertung seiner Aufzeichnungen und der Karteikarten steht bis heute aus. So wurden bisher beispielsweise nur 30 Prozent der im Grab gefundenen Objekte wissenschaftlich untersucht.
Als Entdecker des Grabes erhielt Carter die Ehrendoktorwürde der Universität von Yale.

#### Kritik an Carters Arbeiten am Grab

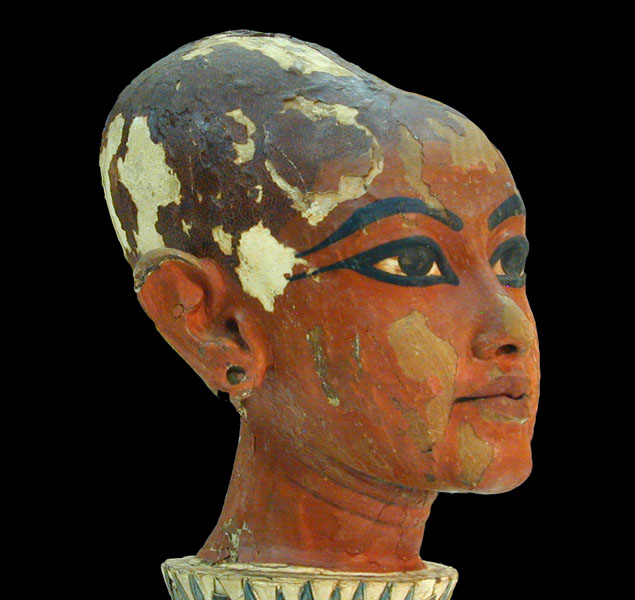
Kopf auf der Lotosblüte, Ägyptisches Museum (Kairo)

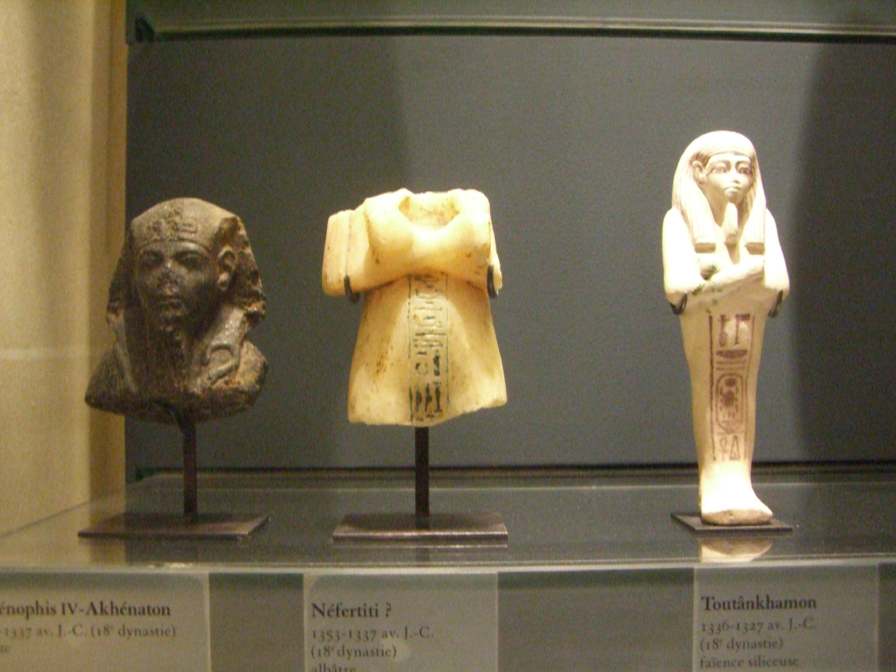
Uschebti des Tutanchamun (rechts), Louvre

Die Darstellungen und Schilderungen von Howard Carter zur Auffindung des Grabes und den Arbeiten im Grab werden seitens verschiedener Ägyptologen immer wieder in Frage gestellt, so unter anderem von Thomas Hoving, dem ehemaligen Direktor des Metropolitan Museum of Art in New York, im Jahr 1978: Carter habe das Grab unerlaubt betreten und kleine Objekte daraus entfernt, die nicht registriert worden waren und sich heute in verschiedenen Museen befinden. Hoving beruft sich hierbei auf verschiedene Schriftstücke und Aktennotizen, die er für die Recherche seines Buches Der goldene Pharao. Tut-ench-Amun in den Museumsarchiven fand.
Das bekannteste Objekt, das Howard Carter „unterschlagen“ haben soll, ist der aus Holz bemalte „Kopf auf der Lotosblüte“. Dieser war in den Aufzeichnungen nicht vermerkt und nicht registriert. Er wurde nach dem Streik und der Konzessionsänderung Ende März 1924 von Pierre Lacau und Rex Engelbach bei einer Inventur der nach KV4, dem Grab Ramses XI., verlagerten Grabbeigaben in einer Rotweinkiste zwischen Vorräten gefunden. Zu dieser Zeit befand sich Carter in London und bereitete seine Vorlesungsreihe in den USA vor. Ihm zufolge wurde der „Kopf des Nefertem“ im Gang von KV62 gefunden.
Als seltsamer Zufall wird ebenfalls die Entdeckung des Grabes nur drei Tage nach Beginn der Grabungssaison angesehen. Die Ägyptologin Christine El Mahdy verwies darauf, Carter müsse die Lage des Grabes bereits vor der Entdeckung gekannt haben, da die errichtete Schutzmauer zum Grab Ramses VI. (KV9) vor Auffindung des Grabes von Tutanchamun errichtet worden war und exakt abschließt, ohne den Eingang von KV62 zu behindern.
Im Januar 2010 berichtete das Nachrichtenmagazin Der Spiegel erneut über Zweifel an Carters Schilderungen und berief sich zum Großteil auf Aussagen von Thomas Hoving aus den 1970er Jahren und in neuerer Zeit auf die Ägyptologen Christian Loeben und Rolf Krauss. Als fragwürdig sieht Loeben beispielsweise einen Uschebti Tutanchamuns im Louvre, der den Thronnamen des Königs führt und ihm bereits seit 1982 bekannt ist. Krauss hingegen kam nach dem Betrachten alter Fotos aus dem Grab mit Fußabdrücken und einem Hinweis von Rosemarie Drenkhahn zu dem Schluss, es handele sich womöglich um Carters eigene Abdrücke und nicht um die antiker Grabräuber.
Jaromír Málek, ehemaliger Leiter des der Universität von Oxford zugehörigen Griffith Institutes in Oxford, in dem Carters Dokumentationen aufbewahrt werden, hielt nicht nur eine vorzeitige Entdeckung des Grabes für unlogisch, sondern sieht auch die Akribie, mit der Carter arbeitete, als Gegensatz zu den vorgebrachten Vorwürfen. Als „Dieb“ würde er Howard Carter nicht bezeichnen, da dieser nie versucht hätte, Gegenstände aus dem Grab zu verkaufen.
Nachdem das Grab Tutanchamuns 1932 endgültig geräumt und gesäubert worden war, veröffentlichte Carter 1933 den dritten und letzten Band von The tomb of Tut-Ankh-Amen. Für die nächsten Jahre war eine sechsbändige Veröffentlichung unter dem Titel A Report upon the Tomb of Tut-Ankh-Amen geplant. Die Arbeiten hierzu kamen nur langsam voran und wurden nie beendet. Bevor er nach England zurückkehrte, lebte er zurückgezogen in seinem Haus in West-Theben, nahe dem Tal der Könige. Häufig hielt sich Carter auch im Foyer des Winter Palace in Luxor auf, sprach aber kaum ein Wort zu jemandem und isolierte sich von der Gesellschaft. Gelegentlich führte er noch Würdenträger oder Persönlichkeiten durch das Tal der Könige, den Ort seines „archäologischen Triumphes“. An der letzten dokumentierten Führung 1936 nahm König Faruq teil. Hierbei erwähnte Howard Carter am Ende das Grab Alexanders des Großen („Alexandergrab“), nach dem Forscher schon sehr lange suchten, und gab an zu wissen, wo es zu finden sei. Er fügte aber auch hinzu: I shall not tell anyone about it, least of all the Antiquities Department. The secret will die with me. („Ich werde niemandem davon erzählen, schon gar nicht der Antikenverwaltung. Dieses Geheimnis wird mit mir sterben.“) Prinz Adel Sabit beschrieb Howard Carter nach dieser Begegnung als „[…] eine starke, vitale Persönlichkeit, ein wenig grantig, mürrisch zu den Menschen, mit einer Aversion gegen Touristen, der dennoch ein charmanter und interessanter Mann war, solange er keine donnernden Verwünschungen gegen die ägyptische Antikenverwaltung aussprach, mit der er seit langem in Fehde stand […]“

## Tod und Nachlass

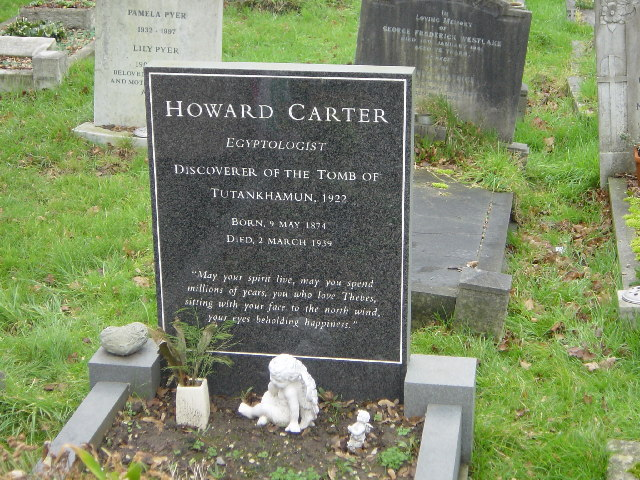
Carters Grab in London (mit neuem Grabstein und neuer Einfassung)

Howard Carter starb am 2. März 1939 in Kensington in seiner Wohnung in 48 Albert Court im Alter von 64 Jahren. Sein Totenschein führt zwei Todesursachen auf: Cardiac Failure und lymphadenoma (Malignes Lymphom). Er starb an Herzinsuffizienz infolge eines Hodgkin-Lymphoms. In den letzten Stunden war seine Nichte Phyllis Walker bei ihm, die in den vorangegangenen Jahren seine Sekretärin und zuverlässige Begleiterin gewesen war. Er wurde am 6. März auf dem Friedhof von Putney Vale in London beigesetzt. Im Gegensatz zu der umfangreichen Berichterstattung zu der Grabentdeckung und den fortwährenden Arbeiten am Grab des Tutanchamun erwähnte die Times, die seinerzeit einen Exklusivvertrag mit Lord Carnarvon geschlossen hatte, den Tod Howard Carters lediglich in einer Liste zahlreicher Nachrufe. Unter den wenigen Trauergästen waren Lord Carnarvons Tochter, Lady Evelyn Beauchamp, von Familienangehörigen seine Nichte Phyllis Walker, sein Bruder William und sein Neffe Samuel John sowie einige Freunde. Es gab zahlreiche Trauergebinde aus der Londoner Gesellschaft, jedoch keines eines Archäologen oder Ägyptologen.
Die Inschrift auf dem alten Grabstein lautete ursprünglich:
Egyptologist, discoverer of the tomb of Tutankhamun, 1922
(Ägyptologe, Entdecker des Grabes von Tutanchamun, 1922).
Nachdem Grabstein und Einfassung erneuert worden waren, wurde folgende Inschrift vom Lotoskelch, von Carter als Wishing Cup bezeichnet, aus dem Grab des Tutanchamun auf dem Stein hinzufügt:
May your spirit live, may you spend millions of years, you, who love Thebes, sitting with your face to the north wind, your eyes beholding happiness.
„Möge dein Ka leben, mögest du Millionen von Jahren verbringen, du, der du Theben liebst, du sitzt mit dem Gesicht im Nordwind, deine Augen erblicken Glückseligkeit.“
Seinen persönlichen Besitz vermachte Carter in einem 1931 aufgesetzten Testament seiner Nichte Phyllis Walker. Sein Haus mit Inhalt in Ägypten hinterließ er dem Metropolitan Museum. Seit 2009 ist Carters Haus wieder hergerichtet und für Besucher als Museum geöffnet. Sein Diener Abd el-Aal Ahmed Sayed, der 42 Jahre lang in Carters Diensten gestanden hatte, erhielt 150 Ägyptische Pfund. Howard Carters Bücher und Möbel wurden beim Auktionshaus Sotheby’s versteigert. Ein Teil von Carters Antikensammlung ging an das Ägyptische Museum in Kairo oder wurde verkauft. Die meisten Unterlagen zu seinen Arbeiten an Grab KV62 wie Karteikarten, Aufzeichnungen und Zeichnungen werden heute, einschließlich der Fotos von Harry Burton, im Griffith Institute der Universität Oxford aufbewahrt, die dem Institut 1946 von seiner Nichte Phyllis Walker übergeben worden waren. Die Dokumente sind heute zu 95 % online einsehbar. Carters Grabungstagebuch befindet sich im Ägyptischen Museum in Kairo.
Carter hatte im Juli 1931 den Fotografen Harry Burton vom Metropolitan Museum of Art in New York und Bruce Ingram, Herausgeber der Illustrated London News, zu seinen Testamentsvollstreckern bestellt. Beide wurden von ihm mit £ 250 bedacht. Sein persönlicher Besitz ging an Phyllis Walker mit der Anweisung:

… and I strongly recommend to her that she consult my Executors as to the advisability of selling any Egyptian or other antiquities included in this bequest.

„...Ich empfehle ihr dringend, dass sie den Rat meiner Testamentsvollstrecker einholt bezüglich der Ratsamkeit des Verkaufs von irgendwelchen ägyptischen oder anderen Antiken, die dieses Vermächtnis einschließt.“

Unter den Antiken befand sich eine kleine Anzahl von Stücken, die ohne Zweifel aus dem Grab von Tutanchamun stammten. Sie holten den Rat von Percy Newberry ein, trennten die Stücke vom Rest des Erbes und entschieden mit Phyllis Walker, dass diese dem Ägyptischen Museum in Kairo zurückgegeben werden sollten.
Inzwischen war der Zweite Weltkrieg ausgebrochen. Rex Engelbach vom Kairoer Museum zeigte sich wenig entgegenkommend. Zuerst hofften sie, man könnte die Stücke mit der Diplomatenpost senden, jedoch stellte sich das Außenministerium quer. Burton konnte Sir Miles Lampson, den britischen Botschafter in Ägypten, dazu bewegen, Hilfe zu leisten, wenn die Schmuckstücke ganz normal importiert werden könnten. Unglücklicherweise starb Burton 1940.

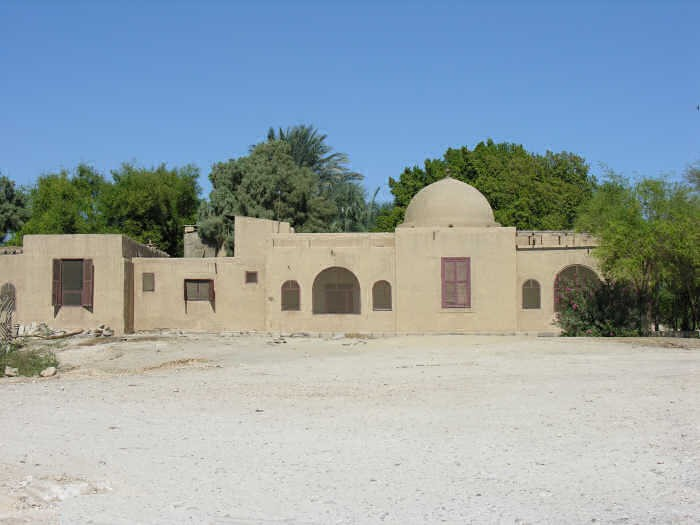
Carters Wohnhaus am Eingang zum Tal der Könige (2009)

Phyllis Walker schrieb am 22. März 1940 an Étienne Drioton, den damaligen Generaldirektor des Antikendienstes, und bot ihm die Stücke an. Drioton war noch von Burton informiert worden. Er antwortete sehr freundlich und bedankte sich für ihre Großzügigkeit und es würde auch keine Pressekampagne geben. Er habe mit König Faruq gesprochen, der sich spontan bereit erklärt hätte, als Mittler bei der Übergabe an das Ägyptische Museum zu fungieren. Schließlich schlug er vor, dass die Stücke versiegelt dem ägyptischen Konsulat in London übergeben werden sollten, das angewiesen werden sollte, diese dem König auszuhändigen. Endlich, am 12. Oktober 1946, konnte Phyllis Walker Percy Newberry mitteilen, dass die „Objekte“ per Flugzeug nach Ägypten zurück seien. König Faruq übergab sie dann dem Museum in Kairo.
Alan Gardiner bemerkte hierzu an Newberry am 21. März 1945: Oh yes, of course, I knew everything about the handing over of the objects from the tomb to the Egyptian Embassy. I had counselled this all along to Carter himself. („Ja natürlich, ich wusste alles über die Übergabe der Stücke aus dem Grab an die ägyptische Botschaft. Ich hatte dies Carter selbst die ganze Zeit empfohlen.“)
Das legt die Vermutung nahe, dass Carter die Objekte bereits früher Gardiner gezeigt haben und seine Unruhe über den Besitz geäußert haben muss. Ob sie aus der Sammlung Carnarvons stammen oder von Carter selbst, ist nicht bekannt. Weil er mit Rex Engelbach vom Kairoer Museum keine gute Beziehung hatte, um die delikate Angelegenheit ohne Öffentlichkeit durchzuführen, hatte Carter diese seinen Testamentsvollstreckern überlassen.

## Schriften
- The tomb of Thoutmôsis IV. Westminster 1904.
- mit Theodore M. Davis und Edouard Naville: The tomb of Hâtshopsîtû. 1906.
- mit George Carnarvon: Five years’ explorations at Thebes. London 1912.
- Tut-ankh-amen. The Politics of Discovery. 1923–1924.
- mit Arthur C. Mace: The tomb of Tut-Ankh-Amen. 3 Bände. London 1923–1933.
- mit Arthur C. Mace: Tut-ench-Amun, ein ägyptisches Königsgrab, entdeckt von Earl of Carnarvon und Howard Carter. 3 Bände, Brockhaus, Leipzig 1924–1934.